# Bana Sailani
Bana Sailani (21 ottobre 1937 – 2011) è stato un nuotatore filippino, che ha partecipato alle Olimpiadi di Melbourne 1956 e di Roma 1960.
Ai I Giochi asiatici, ha avuto le maggiori soddisfazioni, vincendo medaglie nel periodo 1954-1962.